# Meisenhäher
Der Meisenhäher (Perisoreus canadensis) ist ein Singvogel aus der Familie der Rabenvögel (Corvidae). Die Art bewohnt mit zahlreichen Unterarten die boreomontanen Nadelwälder des nördlichen Nordamerikas. Sie legt wie die beiden anderen Arten der Gattung Nahrungsvorräte an und lebt ganzjährig in festen Revieren.

## Beschreibung

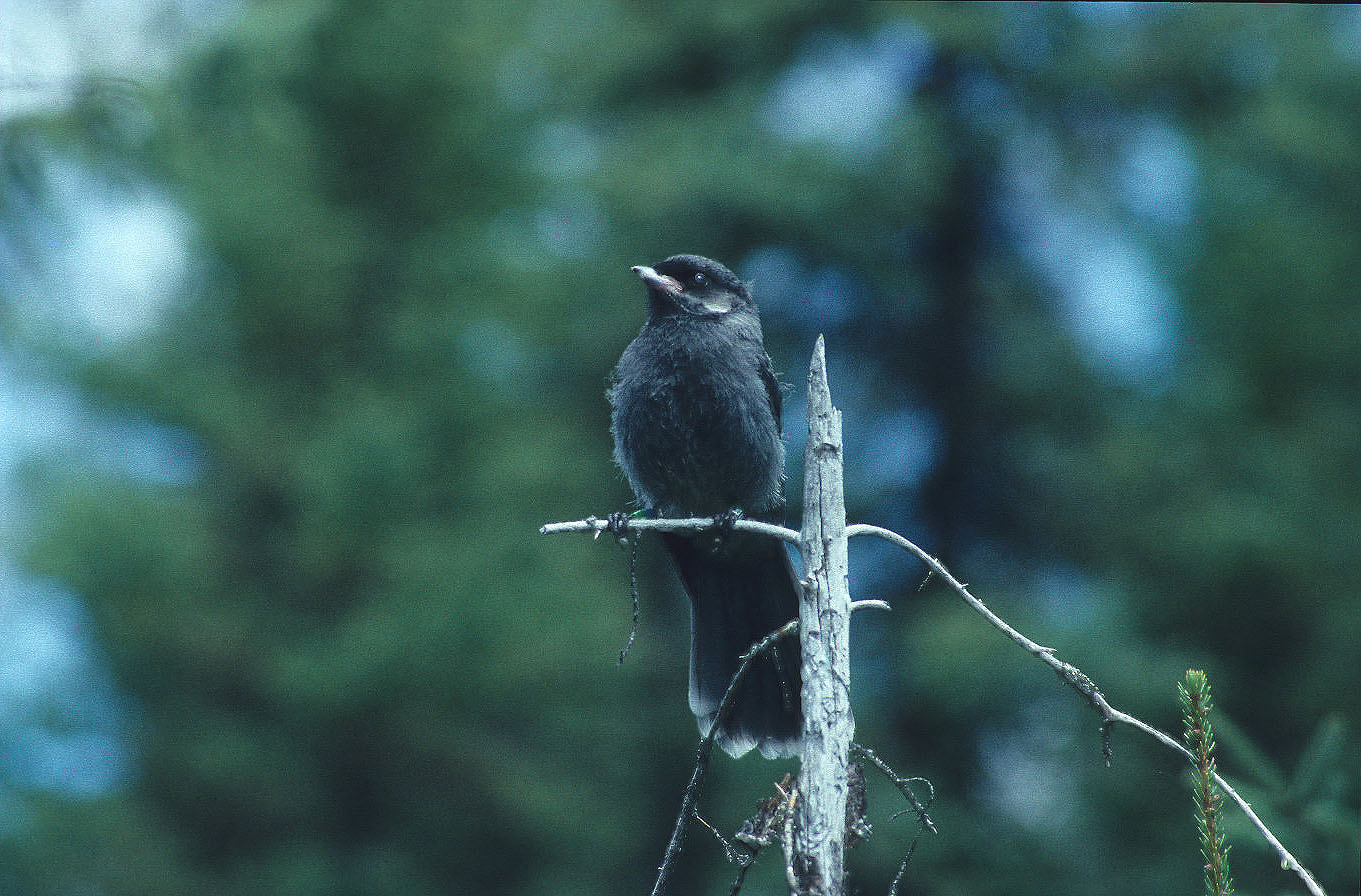
Meisenhäher im Jugendkleid

Meisenhäher sind langschwänzige Häher mit flaumigem Gefieder und einem kurzen Schnabel, eine Haube fehlt. Die Tiere haben eine Körperlänge von etwa 29 cm. Rücken, Oberflügel und die Oberseite des Schwanzes sind dunkelgrau. Die Spitzen und die Außenfahnen von Schwingen, Schirmfedern und Flügeldecken sind in je nach Unterart variablem Umfang weißlich bis hell bläulich gesäumt, die Steuerfedern haben schmale weißliche Endsäume. Die Unterseite des Rumpfes ist einfarbig weißlich oder bläulich grau. Eine dunkelgraue Kopfzeichnung ist je nach Unterart auf den Nacken beschränkt oder erstreckt sich bis auf den mittleren Oberkopf und bis zum Oberrand der Augen, der übrige Kopf ist weiß. Schnabel und Beine sind schwarz. Vögel im Jugendkleid sind bei allen Unterarten fast einfarbig aschgrau mit nur einem undeutlichen weißen Bartstreif.

## Verbreitung
Der Meisenhäher ist vom nördlichen Alaska nach Osten bis nach Neufundland und Labrador sowie nach Süden bis in das nördliche Kalifornien, Idaho, Utah, in das zentralöstliche Arizona, ins nördliche New Mexico, in das zentrale Colorado und bis in den Südwesten South Dakotas verbreitet. Er lebt auch ganzjährig im nördlichen Minnesota, Nordwisconsin, Nordmichigan, Nord-New York, und im nördlichen Neuengland. Er wandert mitunter in Gebiete nördlich seines Brutareals. Im Winter zieht er unregelmäßig ins nordwestliche Nebraska, zentrale Minnesota, südöstliche Wisconsin, zentrale Michigan, südliche Pennsylvania, zentrale New York, nach Connecticut und Massachusetts.

## Systematik und Forschungsgeschichte
Der Meisenhäher bildet zusammen mit dem Unglückshäher (P. infaustus) und dem Sichuanhäher (P. internigrans) die holarktisch verbreitete Gattung Perisoreus. Insgesamt werden elf Unterarten anerkannt.
| Unterart                    | Erstbeschreibung | Beschreibung | Verbreitung | Bild |
| --------------------------- | ---------------- | ------------ | --- | ---- |
| P. canadensis albescens     | Peters, 1920     |              | Nordöstliches British Columbia und nordwestliches Alberta; östlich der Rocky Mountains südwärts bis nach South Dakota |      |
| P. canadensis arcus         | Miller           |              | Rainbow Mountains, Oberläufe von Dean und Bella Coola River in den zentralen Coast Mountains in British Columbia |      |
| P. canadensis barbouri      | Brooks           |              | Anticosti, Quebec |      |
| P. canadensis bicolor       | Miller, 1933     |              | Südöstliches British Columbia, südwestliches Alberta, nordöstliches Washington, nordöstliches Oregon, Nord- und Zentralidaho sowie Westmontana |      |
| P. canadensis canadensis    | Linnaeus, 1766   | Nominatform  | Brütet vom nördlichen British Columbia ostwärts bis Prince Edward Island, die südliche Brutverbreitung reicht bis ins nördliche Neuengland, Nordwisconsin, Nordminnesota und Nordmichigan. Die Winterquartiere reichen nach Süden hinaus bis Ontario und Massachusetts |      |
| P. canadensis capitalis     | Baird, 1874      |              | Südliche Rocky Mountains; Von Ostidaho, Zentralmontana, West- und Südwyoming südwärts durch Ostutah, West- und Zentralcolorado bis nach Ostarizona und ins nördliche New Mexico                                                                                        |      |
| P. canadensis griseus       | Ridgway          |              | Südwestliches British Columbia und Vancouver Island nach Süden bis Nordkalifornien |      |
| P. canadensis nigricapillus | Ridgway          |              | Nordquebec, Südwestquebec, Labrador |      |
| P. canadensis obscurus      | Ridgway, 1874    |              | Entlang der Küste von Washington über Oregon bis nach Nordwestkalifornien |      |
| P. canadensis pacificus     | Gmelin, 1788     |              | Verbreitungsgebiet erstreckt sich ostwärts von Nordalaska über das nordwestliche Yukon bis ins nordwestliche Mackenzie-Gebiet und reicht südwärts bis 60° N. |      |
| P. canadensis sanfordi      | Oberholser       |              | Neufundland und Neuschottland |      |